# Taastrup Teater & Musikhus
Taastrup Teater & Musikhus (tidl. Taastrup Teater og Selsmosescenen) er et kommunalt teater/spillested i Taastrup udenfor København. I perioden 1982-2013 var det under navnet Taastrup Teater et egnsteater med selvstændige forestillinger og en række øvrige aktiviteter, især i Mogens Holms 25-årige tid som teaterchef.

## Historie
Bygningen er en tidligere gymnastiksal ved Selsmoseskolen og har tidligere været kendt som Selsmosescenen.
Taastrup Teater blev stiftet i 1975 af en gruppe lokale beboere som børneteater under navnet Høje-Taastrup Teater. Det havde oprindelig lokaler på et lokalt fritidscenter. I 1982 opnåede teatret status som egnsteater med tilhørende offentlig støtte, og i 1987 engagerede teatret Mogens Holm som teaterchef. Repertoiret blev i den forbindelse også ændret. Holm var leder af teateret i 25 år, hvor han fik ændret teatret grundlæggende indholdsmæssigt og udvidet dets omfang og aktiviteter betydeligt. Blandt andet etablerede han en dramaskole for børn og unge og skabte en række teaterprojekter, der særligt henvendte sig til den store gruppe af etniske minoriteter i lokalområdet. Efter Holms afgang i 2012 blev teatret nedlagt som egnsteater, og Høje-Taastrup Kommune overtog driften. Bygningen drives i dag som event- og kulturhus.
I 2016 skiftede det navn til Taastrup Teater & Musikhus for at skildre et nyt tiltag som både teater og spillested og fik dermed mere musik på programmet. 
Huset huser også Høje-Taastrup Teaterforening.

## Bygning
Teatret havde til huse i dele af Selsmoseskolen.
I starten af 1990'erne ydede Københavns Amt en bevilling, der gjorde det muligt at etablere kontorer og foyer. Og få år senere besluttede Høje-Taastrup kommune at også resten af teatret trængte til en opgradering. Der blev indrettet nye skuespillergarderober, værksteder og café.
Sidst i 1990'erne fulgte anlæggelsen af Kjeld Abells Plads foran teatret
2007 trådte Realdania til med ekstern finansiering, og i 2009 åbnede en udvidelse til teatret med en ny foyer. Det består af en facade, der skråner væk fra den eksisterende bygning med gennemskinnelige og klare akryltrekanter.